# Apple TV+
Apple TV+ là dịch vụ truyền hình web theo yêu cầu đăng ký không có quảng cáo của Apple Inc., đã ra mắt vào ngày 1 tháng 11 năm 2019. Nó được công bố trong sự kiện đặc biệt Apple ngày 25 tháng 3 của công ty được tổ chức tại Nhà hát Steve Jobs, nơi những người nổi tiếng tham gia các dự án Apple TV+ xuất hiện trên sân khấu để thông báo, bao gồm Jennifer Aniston, Oprah Winfrey, Steven Spielberg và Jason Momoa.
Nội dung Apple TV+ có thể xem được thông qua trang web của Apple và thông qua ứng dụng TV của Apple, năm 2019 đã mở rộng tính khả dụng của nó sang nhiều thiết bị điện tử tiêu dùng, bao gồm cả các đối thủ của Apple, với kế hoạch mở rộng thêm tính khả dụng cho nhiều thiết bị hơn theo thời gian. Tuy nhiên, Apple đã không tạo ra ứng dụng gốc nào cho nền tảng Windows và Android hoặc phương thức chính thức để truyền phát nội dung trên các thiết bị Android TV và Chromecast được kết nối với truyền hình, khiến người dùng của các thiết bị đó gặp khó khăn khi xem Apple TV+.
Khi ra mắt, Apple TV+ có thể truy cập được ở khoảng 100 quốc gia và vùng lãnh thổ phụ thuộc, ít hơn mục tiêu được báo cáo sớm về việc ra mắt toàn cầu ở 150 quốc gia, và không bao gồm một số quốc gia có dân số cao nhất trên thế giới, trong đó có một số nước mà Apple bán nội dung khác. Tuy nhiên, các nhà bình luận lưu ý rằng phạm vi tiếp cận ban đầu khá rộng của dịch vụ sẽ mang lại lợi thế cho các dịch vụ phát trực tuyến khác ra mắt gần như cùng lúc ở một số quốc gia hạn chế hơn, như Disney +, và vì Apple phân phối nội dung của riêng mình thông qua dịch vụ thay vì nội dung được cấp phép của bên thứ ba được sử dụng bởi các dịch vụ phát trực tuyến được thiết lập nhiều hơn như Hulu, nó sẽ không bị cản trở bởi các vấn đề cấp phép nội dung quốc tế trong quá trình mở rộng toàn cầu.
Apple TV+, cùng với việc đồng thời công bố kênh Apple TV là video cao cấp dịch vụ thuê bao kết hợp, là một phần của nỗ lực của công ty để mở rộng doanh thu dịch vụ của mình  bằng cách tính tiền định kỳ hàng tháng cho nội dung phân phối video có sẵn rộng rãi cho công chúng.